# Kizugawa
Kizugawa (japanisch 木津川市 Kizugawa-shi) ist eine Stadt im Süden der japanischen Präfektur Kyōto.

## Geschichte
Von 740 bis 744 befand sich im Stadtbereich die japanische Hauptstadt Kuni-kyō.
Die Stadt Kizugawa wurde am 12. März 2007 aus den ehemaligen Gemeinden Kizu, Yamashiro und Kamo gegründet. Im Stadtteil Kamo befindet sich der 735 gegründete Tempel Kaijūsen-ji, der in der Nara-Zeit gegründete Tempel Gansen-ji sowie der in der Heian-Zeit gegründete Tempel Jōruri-ji.

## Verkehr
- Straße
  - Nationalstraße 24,163
- Zug
  - JR-West-Kansai-Hauptlinie: nach Nagoya und Osaka
  - JR-Nara-Linie: nach Kyōto und Nara
  - JR-Katamachi-Linie: nach Ōsaka

## Angrenzende Städte und Gemeinden
- Präfektur Kyōto
  - Kyōtanabe
  - Kasagi
  - Seika
  - Wazuka
  - Ide
- Präfektur Nara
  - Nara